# Fahrenheit 451
Fahrenheit 451 è un romanzo distopico del 1953 dello scrittore americano Ray Bradbury. Ambientato in un prossimo futuro, all'inizio del XXI secolo, presenta la società americana ventura, nella quale i libri sono stati messi fuori legge, pertanto leggere o possedere libri è considerato reato. I "pompieri", un apposito corpo istituito per la bisogna, sono impegnati nel bruciare qualsiasi tipo di volume trovino. Il romanzo segue il punto di vista di Guy Montag, un pompiere che si è disilluso del proprio ruolo di censore della Letteratura e di distruzione del sapere; alla fine, egli lascia il suo lavoro e si impegna nella preservazione degli scritti letterari e culturali.
Fahrenheit 451 fu scritto da Bradbury durante il periodo dell'espansione comunista seguita al secondo conflitto mondiale e l'era McCarthy, ispirato dai roghi di libri avvenuti nella Germania nazista e dalla repressione ideologica nell'Unione Sovietica. La motivazione dichiarata da Bradbury per la scrittura del romanzo è cambiata più volte. In un'intervista radiofonica del 1956, Bradbury affermò di aver scritto il libro a causa delle sue preoccupazioni circa la minaccia dei roghi di libri negli Stati Uniti. Negli anni successivi, descrisse il libro come un commento su come i mass media riducano l'interesse per la lettura. In un'intervista del 1994, Bradbury citò il politicamente corretto come un'allegoria della censura presente nel libro, definendolo "il vero nemico di questi tempi" ed etichettandolo come "controllo del pensiero e della libertà di parola".
Nel 1966 il libro fu trasposto in un omonimo film per la regia di François Truffaut e in un omonimo film TV nel 2018 per la regia di Ramin Bahrani. Nel 2004 al libro fu assegnato il premio Retro Hugo come miglior romanzo 1954.

## Storia editoriale
Originariamente, Bradbury scrisse un racconto, Long After Midnight, rimasto tuttavia inedito fino al 2006. La narrazione fu accorciata per confluire nel racconto posteriore The Fireman, pubblicato nel numero di febbraio 1951 della rivista Galaxy Science Fiction. Fu pubblicato in italiano sulla rivista Urania in due puntate (nn. 13 e 14, novembre e dicembre 1953), col titolo Gli anni del rogo. 
Fahrenheit 451 fu pubblicato nell'ottobre 1953 in edizione brossurata per i tipi di Ballantine Books. Il titolo del romanzo si riferisce a quella che Bradbury riteneva essere la temperatura di accensione della carta a pressione di una atmosfera e che nel Sistema internazionale corrisponde a circa 506 K, 233 °C, anche se nel testo non vi si fa riferimento: infatti questa cifra compare solo sull'elmetto da pompiere del protagonista Montag. In realtà, la temperatura d'accensione della carta dipende dal suo spessore: quella di giornale si accende per esempio a 185 °C, quella da lettera a 360 °C.
L'anno successivo fu serializzato anche sulla nascente rivista Playboy, sul secondo, terzo e quarto numero. 
Anche nel racconto La volpe e la foresta (The Fox and The Forest, 1950), si accenna a un futuro distopico dove vengono censurati i pensieri, si viene costretti ad ascoltare la radio e vengono bruciati i libri: tale racconto può essere considerato un ravvicinato precursore dei temi presenti nel libro.

## Trama
(Fahrenheit 451)
Il protagonista, Guy Montag, lavora nei vigili del fuoco. Nella sua epoca però i pompieri, "la milizia del fuoco", sotto il controllo del governo, non spengono gli incendi, bensì danno fuoco alle case di coloro che hanno violato la legge, e nello specifico a coloro che detengono e nascondono libri, assolutamente illegali. L'obiettivo del governo è di far pensare alla gente solo ciò che fa comodo al governo. 
All'inizio della narrazione Montag sembra convinto della sua missione. Ma, dopo l'incontro con Clarisse McClellan, una ragazza dissidente da tale linea governativa, inizia a chiedersi cosa contengano i libri e perché le persone rischino la libertà e la loro casa per essi, per leggerli e per difenderli: l'incontro con un'anziana donna che preferisce bruciare nella sua casa anziché abbandonare i propri libri lo sconvolge. Montag inizia a salvare alcuni libri e a leggerli di nascosto, cosa che preoccupa il suo capitano, Beatty. Questi cerca di parlare con Montag, comunicandogli anche che per le sue idee Clarisse era stata uccisa, ma egli vorrebbe licenziarsi: le parole del capitano rivelano comprensione per i tormenti che lo attanagliano e in seguito il superiore cerca di riportare Montag alla ragione e al ripensamento quanto al lasciare il lavoro. Allora Montag si reca da un vecchio di sua conoscenza, Faber, che lo aiuterà ad opporsi fattivamente al sistema imposto dal governo.
Mildred, la moglie di Montag, invece, fruitrice compulsiva di TV e radio e completamente anaffettiva nei confronti del marito, denuncia la presenza di libri in casa e lo lascia, così Beatty torna la sera stessa per bruciargli la casa e arrestare Montag, costringendolo ad appiccare un incendio alla propria casa con il lanciafiamme. Beatty scopre che Montag si era messo in contatto con Faber, così decide di uccidere anche il vecchio: allora Montag con il lanciafiamme rivolge l'attacco allo stesso Beatty, uccidendolo.
Divenuto un ricercato, Montag fugge inseguito dal "Segugio meccanico", una terribile macchina apparentemente infallibile che si occupa di trovare i delinquenti analizzando gli odori dei loro oggetti, e si ripara lungo il fiume, sulle cui rive incontra un gruppo di uomini fuggiti dalla società, che insieme ad altri loro compagni custodiscono il patrimonio letterario dell'umanità tramandando a memoria i libri, per non infrangere la legge trattenendone copia fisica. Intanto la televisione, per mascherare la fuga di Montag, comunica la falsa notizia della morte dell'agente durante l'inseguimento, anche se in realtà è stato ucciso un passante, fatto passare per Montag.
Un ordigno nucleare viene sganciato sulla città e Montag, coi suoi nuovi compagni, si avvia verso di essa per prestare soccorso ai sopravvissuti, nella speranza di poter essere utili alla società e aiutare a ricostruirla.

## Contesto storico
La passione di Bradbury per i libri che lo accompagnerà per tutta la vita, cominciò molto presto. Come assiduo frequentatore delle biblioteche locali nel decennio tra il 1920 e il 1930, il ragazzo spesso fece notare il suo disappunto per il fatto che non fossero rifornite di popolari romanzi fantascientifici, come ad esempio quelli di H. G. Wells, perché all'epoca non erano considerati abbastanza eruditi. Tra questo episodio e il venire a sapere della distruzione della Biblioteca di Alessandria, nell'adolescente Ray si fece strada la profonda consapevolezza della vulnerabilità dei libri alla censura e alla distruzione. Nei primi anni Trenta, Bradbury fu inorridito dal rogo dei libri perpetrato dal regime nazista e in seguito anche dalla campagna politica di repressione messa in atto da Stalin, le Grandi purghe, durante la quale numerosi poeti e scrittori, tra gli altri, furono arrestati e spesso giustiziati.
Nel 1947, dopo la conclusione della Seconda Guerra Mondiale, con le bombe atomiche sganciate su Hiroshima e Nagasaki, la Commissione per le attività anti-americane (HUAC), nata nel 1938 per investigare su cittadini americani che fossero in qualche modo collegati ai comunisti, tenne delle udienze per indagare su presunte influenze del comunismo nelle produzioni di film a Hollywood. Tali udienze risultarono nella lista nera dei cosiddetti "Hollywood Ten", un gruppo di sceneggiatori e registi piuttosto influenti. Questa interferenza del governo in affari artistici e di tipo creativo scatenò l'ira di Bradbury. Amareggiato dalle mosse del suo governo, in una notte del tardo 1949 egli incontrò uno zelante poliziotto che lo avrebbe ispirato nella stesura di una breve storia, The Pedestrian, che sarebbe dapprima diventata The Fireman e poi Fahrenheit 451. L'ascesa del senatore Joseph McCarthy e le sue udienze di accusa contro i comunisti, a partire dal 1950, avrebbero approfondito a dismisura il disprezzo dello scrittore nei confronti del governo.
Lo stesso anno in cui la Commissione per l'attività anti-americane iniziò ad investigare a Hollywood viene considerato l'inizio della Guerra fredda: nel marzo del 1947 fu annunciata dalla Dottrina Truman. Intorno al 1950, la guerra fredda era al suo apice e la paura degli americani per la guerra atomica e l'influenza comunista era a livelli febbrili. La scena era pronta per la stesura dell'olocausto nucleare presente alla fine del romanzo Fahrenheit 451, esemplificando uno scenario tanto temuto dal popolo americano di allora, ma al contempo quasi irreale: la guerra è solo un'eco e gli unici effetti sensibili sono la partenza dei giovani per il fronte e il rombo degli aerei militari che volano alti.
Nella sua giovinezza, Bradbury fu un testimone dell'età d'oro della radio mentre la transizione all'età d'oro della televisione iniziò all'incirca quando cominciò a lavorare sulle storie che l'avrebbero condotto a Fahrenheit 451. Bradbury vide tali media come una minaccia alla lettura dei libri e altresì come una minaccia alla società, perché possono costituire una distrazione dalle questioni più importanti. Questo disprezzo per i media si esprimerà attraverso la caratterizzazione di Mildred e delle sue amiche ed è un importante tema presente all'interno del libro.

## Critica
Il testo, da cui lo stesso Bradbury ha tratto una versione per il teatro, rientra nel filone della fantascienza sociologica e ha come obiettivo esplicito la rappresentazione, a fine di denuncia, di una società distopica cresciuta all'ombra di cervellotici machiavellismi che spengono la crescita e la capacità di critica personale.

### Analogie con Huxley e Orwell
Il romanzo di Bradbury affronta il tema delicato della gestione delle informazioni e del controllo della società e - sotto questo particolare aspetto - tratta lo stesso tema dell'altrettanto famoso romanzo di Aldous Huxley Il mondo nuovo, pubblicato nel 1932. In entrambi i romanzi l'attenzione delle persone verso l'operato del governo è annichilita dall'imposizione di un consumo di massa, dove il fine ultimo è il soggiacere all'apparenza, al protagonismo e all'appagamento materialista. Nonostante il proposito delle dittature, la felicità risulta essere solo apparente e sussistono numerose manifestazioni di depressione, che però possono essere eliminate facilmente grazie all'uso di stupefacenti.
Fahrenheit 451 ha anche numerose analogie con il romanzo 1984 di George Orwell: in entrambe le storie è presente la delazione (persino fra componenti dello stesso nucleo familiare), in 1984 inculcata fin da bambini e considerata positiva, in Fahrenheit 451 quale prassi comune. In entrambi i libri si allude ad un uso massiccio della censura e della manipolazione dell'informazione, ma organizzate in modo differente. In1984 esistono ancora i libri ma tutte le notizie vengono costantemente rimaneggiate a posteriori ad opera di un ministero delegato, le notizie sono palesemente in contrasto con la realtà quotidiana di povertà e abbrutimento della città e dei suoi abitanti e la televisione diventa l'unico mezzo di comunicazione e educativo obbligatorio, al punto che non si può spegnerla in nessun caso. Nel romanzo di Bradbury invece è bandita qualsiasi informazione scritta (che non siano aridi manuali tecnici o scolastici oppure giornali sportivi o umoristici). I libri sono materiale illegale perché la società deve "proteggersi" dalle persone che potrebbero rivolgersi al pensiero, indotte a tale attività dai libri; la televisione è presente non come strumento di educazione ed oppressione, ma come un riempitivo volontario della vita quotidiana, la tv non veicola nessun contenuto, è solo intrattenimento puro. Le notizie vere si ascoltano ancora alla radio, ma la guerra viene presentata come qualcosa che non solo non interferisce con la normalità della vita quotidiana ma che si vive nella presunzione della vittoria, per cui vengono date notizie rassicuranti, finché una bomba non verrà sganciata sulla città. Inoltre la città di Montag è improntata al consumismo e al benessere dell'"American way of life". 
A differenza di quanto accade in 1984, Fahrenheit 451 e Il mondo nuovo possono essere considerati libri critici verso le degenerazioni informative dei regimi democratici basati sul sempre più invadente consumo di massa.
In ogni caso il libro di Bradbury ha un finale aperto a una nuova vita e alla speranza, mentre Huxley e Orwell non prefigurano alcuna via di fuga.

## Opere derivate

### Film
- Fahrenheit 451, regia di François Truffaut (1966)
- Fahrenheit 451, film TV, regia di Ramin Bahrani (2018)

### Altri media
Nel 1984 è uscito il videogioco Fahrenheit 451, un'avventura testuale per diversi home computer, ambientata dopo la fine del romanzo.
Nel 1984 il gruppo new wave Scortilla ha pubblicato il brano Fahrenheit 451 ispirato al libro di Bradbury e al film di Truffaut.
Fahrenheit è il titolo della Trasmissione di Rai-Radio 3 dedicata ai libri e in onda dal lunedì al venerdì dalle 15,00 alle 18,00

### Graphic Novel
Due sono gli adattamenti a fumetti del romanzo: 
- Tim Hamilton ha realizzato un graphic novel, pubblicata in Italia nel 2018 da Mondadori[6].
- Lo spagnolo Víctor Santos ha realizzato una versione pubblicata in Italia nel 2024 da Tunuè[7]

## Influenza culturale
Il breve racconto dello scrittore Robert Sheckley The Mnemone (1971) narra di un'epoca in cui i libri sono banditi: in un piccolo centro statunitense sopraggiunge un uomo la cui conoscenza mnemonica di numerosi testi permette di tramandarli oralmente a dei potenziali clienti.
Papercelsius 154 è una parodia disneyana a fumetti del romanzo, scritta da Giorgio Figus e disegnata da Claudio Panarese, pubblicata su Topolino n. 2156. In questa storia è la musica a essere proibita.
Fahrenheit 185 è un'altra parodia fumettistica, con protagonista Lupo Alberto, pubblicata in due parti tra i volumi 304 e 305 del mensile di Silver. Questo giro, non solo i libri, ma anche i fumetti sono al bando. Inoltre, anziché darsi alla fuga, il Montag della vicenda (Alberto) si unisce ad un fumettista ribelle (Enrico) per spargere un messaggio di speranza tra le vignette delle loro opere.
Parecchi elementi della storia si ritrovano nel film Equilibrium: tra questi, il rogo dei libri, l'appartenenza del protagonista a una speciale milizia governativa e il suo ravvedimento. Nel film, tuttavia, sono le emozioni ad essere proibite, e di conseguenza tutti gli oggetti del passato che hanno il potere di evocarle, libri inclusi.
A titolo e tagline di questo romanzo si è ispirato il regista statunitense Michael Moore per il suo documentario Fahrenheit 9/11, basato sui fatti dell'11 settembre 2001. Bradbury si è detto molto infastidito dal "furto" del titolo, chiedendo più volte le scuse di Moore e un cambio di titolo del film.
La casa dei libri (The Bookshop), film del 2017, dà un ruolo particolare nella trama all'interesse per Fahrenheit 451 e i libri di Bradbury. 

## Edizioni italiane
- Gli anni della Fenice, traduzione di Giorgio Monicelli, Collezione La Piramide. Serie verde n.34, Milano, Aldo Martello Editore, 1956.
- Fahrenheit 451. Gli anni della Fenice, traduzione di G. Monicelli, Collana Oscar settimanali n.78, Milano, Mondadori, 18 ottobre 1966. - Collana Oscar n.621, Mondadori, 15 luglio 1975; in Cronache marziane e 20 racconti, Collana I Massimi della Fantascienza n.2, Mondadori, ottobre 1983 - Milano, Club degli Editori, febbraio 1987; Collana I Grandi Bestsellers n.48, Mondadori-De Agostini, ottobre 1986; Collana Oscar Classici Moderni n.16, Mondadori, marzo 1989, 1997, ISBN 88-04-32025-7; a cura di Daniela Ciocca e Tina Ferri, Collana Letture per la scuola media, Mondadori per la scuola, gennaio 1989, 197; Milano, Club degli Editori, febbraio 1997; Collana Novecento Mondiale. I Grandi della Narrativa n.5, in allegato a Famiglia Cristiana, San Paolo, 1998; Collana I Miti del Novecento n.6, Mondadori, 2000; La Biblioteca di Repubblica n.92, Roma, Gruppo Editoriale L'Espresso, 2003.
- Fahrenheit 451, traduzione di Giuseppe Lippi, Introduzione di Neil Gaiman, Collana Oscar Moderni, Milano, Mondadori, 2016, ISBN 978-88-046-6529-8. - Collana Oscar Moderni. Cult, Mondadori, 2023-2025, ISBN 978-88-047-8037-3 [contiene i 2 racconti preparatori]; Collana Oscar Junior, Mondadori, 2023, ISBN 978-88-047-7859-2.

### Edizioni italiane dei racconti preparatori
- Gli anni del rogo, in: Urania, nn. 13 e 14, Milano, Mondadori, novembre e dicembre 1953.
- Molto dopo mezzanotte e Il pompiere, in: Era una gioia appiccare il fuoco. I racconti preparatori di "Fahrenheit 451", Introduzione, trad. e note di Giuseppe Lippi, a cura di Donn Albright e Jon Eller, Collana Oscar Piccola Biblioteca, Milano, Mondadori, 2011; Collana Oscar Moderni, Mondadori, 2020, ISBN 978-88-047-2081-2; in Fahrenheit 451, Collana Oscar Moderni. Cult, Mondadori, 2023-2025.

### Edizioni degli adattamenti
- R. Bradbury-François Truffaut, Fahrenheit 451. Diario di Fahrenheit 451, adattamento teatrale a cura dell'autore, col Diario di lavorazione del film (apparso a puntate sui Cahiers du Cinéma), Collana Reading Theatre, Roma, Elliot, 2007,  pp. 192, ISBN 978-88-6192-000-2.
- R. Bradbury-Tim Hamilton, Fahrenheit 451. Il graphic novel, traduzione di Adalidia Lussonzer, Prefazione di R. Bradbury, Collana Oscar Ink, Milano, Mondadori, 2018, ISBN 978-88-047-0120-0.
- Víctor Santos, Fahrenheit 451, traduzione di Sara Ragusa, graphic novel, Tunué, novembre 2024, ISBN 978-88-679-0622-2.